# Erebia pyrenaeensis
Erebia pyrenaeensis är en fjärilsart som beskrevs av Stetter-stättermayer 1933. Erebia pyrenaeensis ingår i släktet Erebia och familjen praktfjärilar. Inga underarter finns listade i Catalogue of Life.